# LOLCODE
LOLCODE — эзотерический язык программирования, созданный под влиянием интернет-мема о lolcat’ах.
На официальном сайте находится спецификация этого языка, и, хотя некоторые моменты в ней не описаны, уже существуют несколько работающих интерпретаторов и компиляторов этого языка. LOLCODE является Тьюринг-полным языком, так как возможна реализация интерпретатора Brainfuck на LOLCODE.

## Пример структуры программы
LOLCODE использует краткий словарь английского интернет-сленга, поэтому человек, знакомый с этим сленгом, вполне может разобраться в коде программы даже без знания синтаксиса. Вот пример программы «Hello, world!» и простой программы по выводу содержимого файла на экран:
```
 HAI
 CAN HAS STDIO?
 VISIBLE "HAI WORLD!"
 KTHXBYE
```

```
 HAI
 CAN HAS STDIO?
 PLZ OPEN FILE "LOLCATS.TXT"?
     AWSUM THX
         VISIBLE FILE
     O NOES
         VISIBLE "ERROR!"
 KTHXBYE
```

## Список команд
| Команда                               | Комментарий                                                                        |
| ------------------------------------- | ---------------------------------------------------------------------------------- |
| HAI                                   | Начало программы                                                                   |
| CAN HAS имя файла?                    | Аналогично директиве языка Си «#include (имя файла)»                               |
| VISIBLE строка                        | Вывод на экран                                                                     |
| KTHXBYE                               | Конец программы                                                                    |
| PLZ команда? AWSUM THX код O NOES код | Блок обработки исключений. Аналогичен конструкции «try .. catch .. finally» в Java |

## Реализации языка
- LOLPython — класс для языка Python, позволяющий использовать LOLCODE при написании программы.
- LOLCODE.NET — компилятор LOLCODE в MSIL, находящийся в ранней стадии разработки.